# Jamisontown, New South Wales
Jamisontown este o suburbie în Sydney, Australia.